# 三瓶アイリスライン
三瓶アイリスライン（さんべアイリスライン）は、島根県大田市にある三瓶山の麓を周回する道路の愛称である。

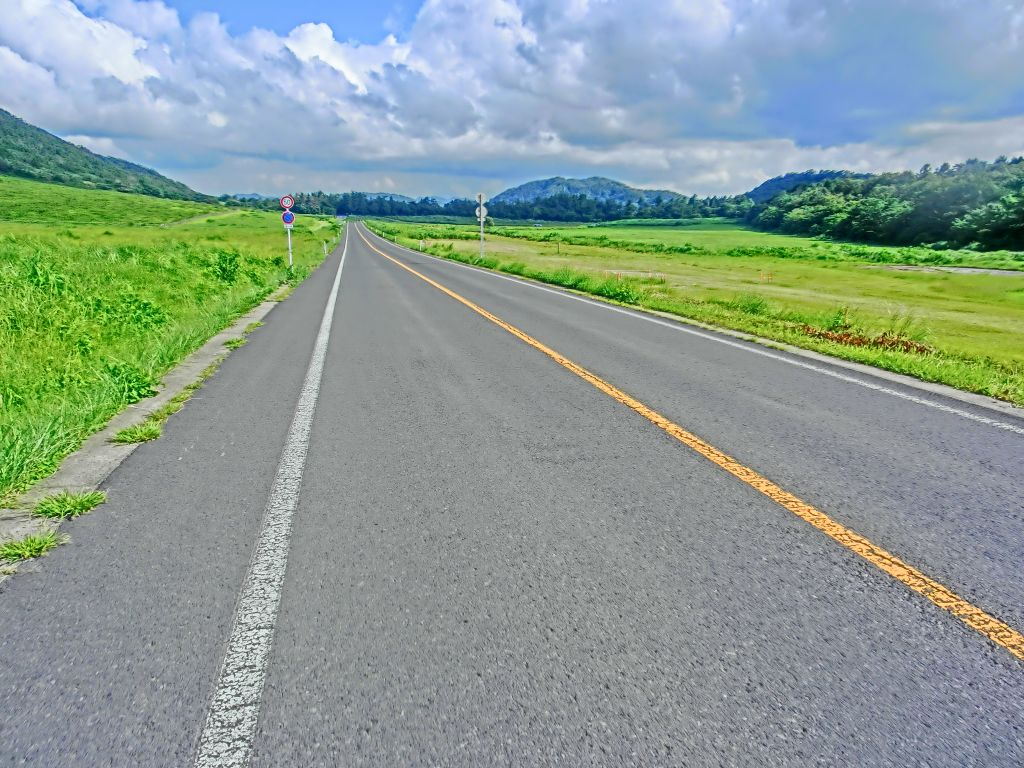
三瓶山の西の原を走る「三瓶山第一高原道路」

三瓶アイリスラインのルート区間総距離は、約15.9キロメートル。三瓶山の西側から時計回りに三瓶山第一高原道路および、三瓶山第二高原道路で北半分を、島根県道40号川本波多線と島根県道30号三瓶山公園線で南半分をたどる。主な通過地は、三瓶山の西側から時計回り順に、大田市三瓶町池田（西の原） - 三瓶町小屋原 - 三瓶町多根（北の原） - 枡ケ峠 -  飯石郡飯南町角井（東の原） - 大田市三瓶町志学（三瓶温泉）で、再び大田市三瓶町池田に戻ってくる。
北側の高原道路区間は、かつては島根県観光開発公社が管理する有料道路だった道で、1987年（昭和62年）3月31日に無料開放されている。道路愛称名は、北の原にある姫逃池に咲くカキツバタがアヤメ属の植物で、その学名が「アイリス」（英語：Iris）であるところに由来する。冬季閉鎖があり、12月上旬から翌年3月下旬までの期間は、通行止め規制となる区間がある。構成する道路の路線は、次のようになる。
- 三瓶山第一高原道路（三瓶町池田〈西の原〉 - 三瓶町多根〈北の原〉）
- 三瓶山第二高原道路（三瓶町多根〈北の原〉 - 三瓶町志学〈東の原〉）
- 島根県道40号川本波多線（三瓶町志学〈東の原〉 - 三瓶町志学〈県道30・40号分岐点〉）
- 島根県道30号三瓶山公園線（三瓶町志学〈県道30・40号分岐点〉 - 三瓶町池田〈西の原〉）

三瓶山は、島根県中央部に位置する活火山で、室ノ内とよばれる直径約1.2キロメートルの火口を取り囲むように、男三瓶山（標高1126メートル）をはじめとする6つの峰がそびえる。一帯は、大山隠岐国立公園の中にあり、その三瓶山のなだらかな麓を標高約420メートルから600メートルのところで、道路はぐるっと周回している。
北側の三瓶山第一・第二高原道路の区間は、コナラやミズナラが生い茂った自然林の中に道路が走る。一方、大田市三瓶町志学に位置する南側の県道40号と県道30号分岐点付近は、集落や三瓶温泉の旅館を抜ける道路で、南西側の県道30号は、視界が開けた草原地帯の中を直線道路主体で抜けていくところで、広がる草原と三瓶山の眺望に優れた絶景道として知られている。三瓶山第一高原道路との交差点のすぐ南に位置する県道30号沿いの西の原に駐車場があり、草原と三瓶山を望む展望スポットになっている。